# Шикачик соломонський
Шика́чик соломонський (Edolisoma salomonis) — вид горобцеподібних птахів родини личинкоїдових (Campephagidae). Ендемік Соломонових Островів. Раніше вважався підвидом тонкодзьобого шикачика.

## Поширення і екологія
Соломонські шикачики є ендеміками острова Макіра. Вони живуть в тропічних лісах.